# Hans-Peter Mayer
Hans-Peter Mayer (n. 5 mai 1944, Riedlingen) este un om politic german, membru al Parlamentului European în perioada 1999-2004 din partea Germaniei.
1. ↑  Czech National Authority Database, accesat în 1 martie 2022
2. ↑  Deputații în Parlamentul European